# Doa Aly
Doa Aly (Il Cairo, 1976) è un'artista egiziana.

## Biografia
Nel 2001 si diploma in Pittura alla Facoltà di Belle Arti de Il Cairo. Il suo percorso accademico la porta a sviluppare un interesse per il corpo e il movimento. Il suo lavoro esamina le differenze tra sé stessi e l'immagine proiettata, la costante lotta del “divenire” che trova espressione nel movimento. (EN)  Altre fonti d'ispirazione per Aly sono lo studio dell'anatomia umana e il filone delle performance come danza, acrobazie circensi e moda.

## Mostre

### Mostre personali
- 2004”Grey matter”, Townhouse Gallery, Il Cairo, Egitto
- 2003 “Puppet fashion show”, Townhouse Gallery, Il Cairo, Egitto
- 2002 “Pixels series”, Mashrabia Gallery, Il Cairo, Egitto

### Mostre collettive
- ”Port City”, Arnolfini Museum, Bristol, Inghilterra
- 2009 Biennale di Istanbul a cura di WHW
- 2007 ”Recognise”, Contemporary Art Platform, Londra, Inghilterra
- 2007 7th Dakar Biennial, Senegal
- 2007 “Dessins Projets”, l'Appartement 22, Rabat, Morocco
- 2007 ”The Maghreb Connection”, Centre d'Art Contemporain Genève, Svizzera
- 2007 “In Focus”, Tate Modern, Londra, Inghilterra
- 2006 7th Dakar Biennial, Senegal
- 2006 “Snap Judgements” a cura di Okwui Enwezor all'International Center of Photography di New York, Stati Uniti
- 2003 “Body” a cura di Aleya Hamza e Khaled Hafez, American University, Il Cairo, Egitto
- 1999-2001 Nitaq Festival